# Toni Fritsch
Anton Frisch (Petronell, 10 luglio 1945 – Vienna, 13 settembre 2005) è stato un calciatore e giocatore di football americano austriaco.

## Carriera

### Calcio

#### Club
Formatosi nel Rapid Vienna, Fritsch esordisce in prima squadra nella stagione 1963-1964, conclusasi con la vittoria del campionato. Con il Rapid militerà sino al 1971, vincendo altri due campionati, nel 1967 e 1968, e due coppe nazionali, nel 1968 e 1969.

#### Nazionale
Ha debuttato con la nazionale austriaca il 20 ottobre 1965, nella vittoriosa amichevole per 3-2 contro l'Inghilterra, nella quale segnò due reti. Le segnature contro gli inglesi rimarranno le uniche, dato che nelle successive 8 presenze con la nazionale austriaca non andrà più a segno.

### Football americano
Alla fine degli anni '60 negli Stati Uniti d'America il calcio ebbe un rilancio grazie alla nascita di leghe professionistiche, su tutte la North American Soccer League: questo avvenimento permise l'introduzione nella National Football League, grazie anche all'allenatore jugoslavo-canadese Bob Kap del "soccer-style" nel tiro del pallone, portando a giocare nel football americano dei calciatori. Kap si mobilitò per convincere alcuni calciatori europei, il primo dei quali fu proprio Fritsch, a giocare come kicker nel football.
Nel 1971 viene così ingaggiato dai Dallas Cowboys, con cui vinse il Super Bowl VI contro i Miami Dolphins. Nel 1975 raggiunse il Super Bowl X, perso però contro i Pittsburgh Steelers. Fritsch nei Cowboys si fece apprezzare carattere socievole, che lo resero popolare tra i compagni di squadra.
Nella stagione 1976 passa ai San Diego Chargers e l'anno seguente agli Houston Oilers, franchigia nel quale militerà sino 1981. Con gli Oilers, nei quali Fritsch militò durante il loro periodo migliore, ottenne come miglior risultato le finali di conference nella stagione 1979.
Nella NFL 1982 è in forza al New Orleans Saints, con cui non raggiunge la fase a play-off. Nel 1984 viene ingaggiato dagli Houston Gamblers, franchigia della United States Football League, nella quale militerà per due stagioni.

### Vita privata
Fritsch è morto per insufficienza cardiaca a Vienna dopo aver mangiato in un ristorante.

## Statistiche

### Presenze e reti nei club
Statistiche aggiornate al termine della carriera da calciatore.
| Stagione        | Squadra         | Campionato      | Campionato | Campionato | Coppe nazionali | Coppe nazionali | Coppe nazionali | Coppe continentali | Coppe continentali | Coppe continentali | Altre coppe | Altre coppe | Altre coppe | Totale | Totale |
| Stagione        | Squadra         | Comp            | Pres       | Reti       | Comp            | Pres            | Reti            | Comp               | Pres               | Reti               | Comp        | Pres        | Reti        | Pres   | Reti   |
| --------------- | --------------- | --------------- | ---------- | ---------- | --------------- | --------------- | --------------- | ------------------ | ------------------ | ------------------ | ----------- | ----------- | ----------- | ------ | ------ |
| 1963-1964       | Rapid Vienna    | SL              | 2          | 0          | ÖC              | 2               | 0               | CF                 | 0                  | 0                  | -           | -           | -           | 4      | 0      |
| 1964-1965       | Rapid Vienna    | SL              | 7          | 1          | ÖC              | 1               | 0               | CdC                | 0                  | 0                  | CM          | 0           | 0           | 8      | 1      |
| 1965-1966       | Rapid Vienna    | NL              | 17         | 3          | ÖC              | 2               | 1               | -                  | -                  | -                  | -           | -           | -           | 19     | 4      |
| 1966-1967       | Rapid Vienna    | NL              | 19         | 3          | ÖC              | 3               | 0               | CC                 | 4                  | 1                  | -           | -           | -           | 26     | 4      |
| 1967-1968       | Rapid Vienna    | NL              | 25         | 5          | ÖC              | 5               | 1               | CdC                | 4                  | 0                  | -           | -           | -           | 34     | 6      |
| 1968-1969       | Rapid Vienna    | NL              | 24         | 1          | ÖC              | 4               | 0               | CdC                | 6                  | 0                  | -           | -           | -           | 34     | 1      |
| 1969-1970       | Rapid Vienna    | NL              | 17         | 2          | ÖC              | 1               | 0               | CC                 | 3                  | 0                  | -           | -           | -           | 21     | 2      |
| 1970-1971       | Rapid Vienna    | NL              | 12         | 0          | ÖC              | 2               | 0               | -                  | -                  | -                  | -           | -           | -           | 14     | 0      |
| Totale SK Rapid | Totale SK Rapid | Totale SK Rapid | 123        | 15         |                 | 20              | 2               |                    | 17                 | 1                  |             | -           | -           | 160    | 18     |
| Totale carriera | Totale carriera | Totale carriera | 123        | 15         |                 | 20              | 2               |                    | 17                 | 1                  |             | -           | -           | 160    | 18     |

### Cronologia presenze e reti in Nazionale
| Cronologia completa delle presenze e delle reti in nazionale ― Austria | Cronologia completa delle presenze e delle reti in nazionale ― Austria | Cronologia completa delle presenze e delle reti in nazionale ― Austria | Cronologia completa delle presenze e delle reti in nazionale ― Austria | Cronologia completa delle presenze e delle reti in nazionale ― Austria | Cronologia completa delle presenze e delle reti in nazionale ― Austria | Cronologia completa delle presenze e delle reti in nazionale ― Austria | Cronologia completa delle presenze e delle reti in nazionale ― Austria |
| Data                                                                   | Città                                                                  | In casa                                                                | Risultato                                                              | Ospiti                                                                 | Competizione                                                           | Reti                                                                   | Note                                                                   |
| ---------------------------------------------------------------------- | ---------------------------------------------------------------------- | ---------------------------------------------------------------------- | ---------------------------------------------------------------------- | ---------------------------------------------------------------------- | ---------------------------------------------------------------------- | ---------------------------------------------------------------------- | ---------------------------------------------------------------------- |
| 20-10-1965                                                             | Londra                                                                 | Inghilterra                                                            | 2 – 3                                                                  | Austria                                                                | Amichevole                                                             | 2                                                                      |                                                                        |
| 31-10-1965                                                             | Lipsia                                                                 | Germania Est                                                           | 1 – 0                                                                  | Austria                                                                | Qual. Mondiali 1966                                                    | -                                                                      |                                                                        |
| 2-10-1966                                                              | Helsinki                                                               | Finlandia                                                              | 0 – 0                                                                  | Austria                                                                | Qual. Euro 1968                                                        | -                                                                      |                                                                        |
| 5-10-1966                                                              | Solna                                                                  | Svezia                                                                 | 4 – 1                                                                  | Austria                                                                | Amichevole                                                             | -                                                                      |                                                                        |
| 6-9-1967                                                               | Vienna                                                                 | Austria                                                                | 1 – 3                                                                  | Ungheria                                                               | Amichevole                                                             | -                                                                      | 46’                                                                    |
| 4-10-1967                                                              | Il Pireo                                                               | Grecia                                                                 | 4 – 1                                                                  | Austria                                                                | Qual. Euro 1968                                                        | -                                                                      |                                                                        |
| 22-9-1968                                                              | Berna                                                                  | Svizzera                                                               | 1 – 0                                                                  | Austria                                                                | Amichevole                                                             | -                                                                      |                                                                        |
| 13-10-1968                                                             | Vienna                                                                 | Austria                                                                | 0 – 2                                                                  | Germania                                                               | Qual. Mondiali 1970                                                    | -                                                                      |                                                                        |
| 10-11-1968                                                             | Dublino                                                                | Irlanda                                                                | 2 – 2                                                                  | Austria                                                                | Amichevole                                                             | -                                                                      |                                                                        |
| Totale                                                                 |                                                                        | Presenze                                                               | 9                                                                      |                                                                        | Reti                                                                   | 2                                                                      |                                                                        |

## Palmarès

### Calcio
- Campionato austriaco: 3

Rapid Vienna: 1963-1964, 1966-1967, 1967-1968
- Coppa d'Austria: 2

Rapid Vienna: 1967-1968 e 1968-1969

### Football americano
- Super Bowl : 1

Dallas Cowboys: VI